# Wilhelm Zimmermann
Wilhelm Zimmermann  (Gelsenkirchen, 16 de junho de 1948) é um clérigo católico romano e bispo auxiliar em Essen

## Vida
Após um aprendizado de três anos, Wilhelm Zimmermann trabalhou inicialmente como empregado clerical e, em 1973, aprovou o exame Abitur no Bischöfliche Abendgymnasium em Essen.  Ele recebeu o em Gelsenkirchen no dia 30 de Maio de 1980. sacramento da ordenação pela essênios bispo Franz Hengsbach .
Depois de uma primeira capelania em Hattingen ele se tornou em 1984 o capelão juventude diocesana e Präses de BDKJ nos diocese de Essen . Em 1985, ele foi nomeado Domvikar e em 1989 o bispo Franz Hengsbach o nomeou seu secretário pessoal. Em 1991, ele também foi Dompfarrer na Catedral de Essen e decano de 1992 do decanato Essen-Mitte.
Em 1996, Zimmermann foi nomeado comandante honorário e, ao mesmo tempo, assumiu a paróquia de St. Gertrud em Essen. Em 2002, assumiu a paróquia de St. Urbanus em Gelsenkirchen-Buer e tornou - se decano da cidade de Gelsenkirchen. Em 2008, ele foi nomeado capitão do capítulo não-residente .
O Papa Francisco o nomeou em 14 de março de 2014, Bispo Titular de Benda e Bispo Auxiliar em Essen . O bispo de Essen Franz-Josef Overbeck doou-o em 29 de junho do mesmo ano, a ordenação episcopal . Os co-conselheiros foram o bispo auxiliar Ludger Schepers e o bispo auxiliar Franz Vorrath .
Em 17 de abril de 2014, a diocese de Essen anunciou a nomeação de Zimmermann ao capítulo da catedral residente pelo bispo Franz-Josef Overbeck.  Em 1 de julho daquele ano, o bispo Franz-Josef Overbeck nomeou vigário episcopal para ecumênica diálogo e inter-religioso. 
Wilhelm Zimmermann foi nomeado membro da Comissão Ecumênica e do Subcomitê de Diálogo Inter-religioso na Conferência Episcopal Alemã no outono de 2014 e confirmado em 2016. 

## Links da Web
- Cheney, David M. «bishop» (em inglês). Catholic-Hierarchy.org
- Ernennungsmeldung, in: Presseamt des Heiligen Stuhls, Tägliches Bulletin vom 14. März 2014